# Аслин, Эйден
Эйден Аслин (англ. Aiden Aslin; род.7 января 1994, Ньюарк-он-Трент, Англия) — военнослужащий Вооружённых сил Украины британского происхождения.
Ранее воевал в составе курдских Отрядов народной самообороны (YPG) против Исламского государства в Рожаве на севере Сирии. В 2018 году переехал на Украину и поступил на службу в Вооружённые силы Украины. В апреле 2022 года попал в плен к российским войскам в осаждённом Мариуполе во время российского вторжения на Украину, после чего, вместе с британцем Шоном Пиннером и марокканцем Брагимом Саадуном, был приговорён к смертной казни Верховным судом подконтрольной России ДНР.
21 сентября 2022 года Саудовская Аравия сообщила, что Россия освободила десять иностранных военнопленных после посредничества Мухаммеда ибн Салмана. По словам министра здравоохранения Великобритании, Эйден Аслин входит в число освобожденных заключенных.

## Молодость и военная служба

### Великобритания
Был социальным работником. Проходил службу в Колдстримской Гвардии.

### Сирия (Рожава)
Отправился в Сирию в апреле 2015 года, где провёл около 10 месяцев в YPG. Во время своей первой поездки Аслин служил в Эт-Телль-эль-Абьяд и оборонял Эль-Хасаку, во время чего было достигнуто соглашение, позволяющее проправительственным силам сдать свои позиции; Также участвовал в наступлении на Исламское государство в 2015 году. Вернулся в Великобританию 3 февраля 2016 года, где был арестован по прибытии, впоследствии был оправдан и вернулся в Сирию в конце 2016 года для второго срока службы в YPG.

### Украина
В 2018 году Аслин переехал из английского Ньюарка в Украину к своей девушке и вскоре поступил на службу в 36-ю отдельную бригаду морской пехоты Вооружённых сил Украины, получив гражданство Украины. В ходе вторжения России на Украину участвовал в обороне Мариуполя.
12 апреля 2022 года Аслин объявил в твиттере, что у него не было иного выбора, кроме как сдаться российским силам в Мариуполе после того, как в его подразделении, как сообщается, закончились боеприпасы, и он не смог бежать из города.
14 апреля в российском плену он появился на видео в наручниках и, по-видимому, был избит, так как у него была травма головы, следы насилия на лице, опухшие пальцы и он невнятно произносил слова. На видео, снятом незадолго до того, как его захватили российские войска, The Telegraph сообщил, что у него не было травмы головы.
18 апреля Аслин дал интервью в плену британскому эмигранту Грэму Филлипсу, которого обвиняли в продвижении российской пропаганды, и которому запретили въезд на Украину. Британский адвокат Джеффри Робертсон заявил, что интервью может быть нарушением международного права, заявив, что «принудительный допрос военнопленных в пропагандистских целях противоречит Женевской конвенции».
Обеспокоенность по поводу обращения с Аслином была выражена в парламенте Великобритании во время вопросов премьер-министру Робертом Дженриком, депутатом парламента от его родного города Ньюарк-он-Трент.

## Суд и смертный приговор
В ДНР Аслина обвиняют в том, что он наёмник, и как таковой не защищён Женевскими конвенциями, обеспечивающими защиту военнопленных, но не наёмников. Однако, как военнослужащий регулярных украинских вооружённых сил, он не отвечает законодательному определению наёмника.
6 июня 2022 года в ДНР выдвинули четыре уголовных обвинения против Аслина, объявив его виновным и приговорив к смертной казни.
9 июня Аслин, вместе с двумя другими украинскими военнослужащими Шоном Пиннером и Брагимом Саадуном, был приговорён Верховным судом непризнанной Донецкой Народной Республики к смертной казни. Российские СМИ и суд обвинили их в наёмничестве и «совершении действий, направленных на захват власти и свержения конституционного строя ДНР». Судебный процесс занял три дня и не был доступен для журналистов. Российские государственные СМИ сообщили, что военнослужащие будут расстреляны, но у них будет месяц на обжалование приговора. Оба британца заявляли, что служили в украинской морской пехоте, что делает их солдатами действующей службы, которые должны быть защищены Женевскими конвенциям как военнопленные.
Конспиролог и пропагандист Джон Дуган взял интервью у пленного Эйдена Эслина. В ходе встречи бывший американский полицейский заставил заключенного спеть гимн России.
22 июня семья Аслина в интервью BBC сообщила, что, со слов Аслина, ему грозят казнью, если правительство Британии не свяжется с представителями ДНР.

### Защита
Назначенные адвокаты Игорь Вагин и Дмитрий Ершов, защищавшие подсудимых иностранцев, в интервью заявили, что добровольно высказались поехать в самопровозглашенную республику. Находясь на территории ДНР в судебном процессе не участвовали, присутствовав только на допросе подзащитных.
Также в интервью заявили свою крайне пророссийскую позицию, так например, адвокат Ершов высказался за возвращение смертной казни в России, сторонник мобилизации, выступает за вхождение территорий Украины в состав России. Вагин же заявил о том, что Россия должна была объявить войну Украине «после первого же неслучайного прилета на территорию приграничных областей», а также, что «иностранный гражданин, приехавший воевать в чужую страну — это наемничество».

### Международная реакция
Министр иностранных дел Великобритании Лиз Трасс назвала приговор «фиктивным приговором, абсолютно лишенным легитимности», Роберт Дженрик, член парламента от родного округа Аслина, назвал ускоренный процесс «отвратительным показательным процессом советской эпохи». Представитель МИД Украины заявила, что такие публичные процессы «ставят интересы пропаганды выше закона и морали и подрывают механизмы обмена военнопленными». Управление ООН по правам человека осудили решения суда ДНР, заявив, что «такие судебные процессы в отношении военнопленных квалифицируются как военное преступление».

### Освобождение
21 сентября 2022 года состоялся обмен 215 украинских военнопленных с Азовстали на Виктора Медведчука. Выступавшая посредником Саудовская Аравия сообщила, что среди обменянных были десять иностранных военнопленных. Британские власти подтвердили, что в их число входит и Эйден Аслин. Вернувшись на родину, в 2023 году Аслин написал книгу «Пленник Путина: Моя бытность военнопленным в Украине» (Putin’s Prisoner: My Time as a Prisoner of War in Ukraine) и вновь присоединился к обороне Украины в составе Международного легиона при ГУР МО Украины.